# Масса Макан Діабате
Ма́сса Мака́н Діабате́ (Massa Makan Diabaté; *12 червня 1938, Кіта, Каєс, Французький Судан, тепер Малі — 27 січня 1988, Бамако) — малійський історик, письменник і драматург.

## З життєпису
Масса Макан Діабате народився у 1938 році в містечку Кіта неподалік Бамако в родині гріотів з глибоким корінням. Його дядько, Келе Монсон Діабате (Kélé Monson Diabaté) був відомим співцем-гріотом, і саме йому (за словами самого М. М. Діабате) він завдячує відданості усній традиції народу малінке: 
|  | «Я такий, яким мене хотів бачити Келе Монсон, коли навертав мене до фольклору малінке. І я скажу, що зрадив його, написавши романи. Я дитина Келе Монсона, але зрадлива дитина». |

Своє практикування гріота Масса Діабате розпочав у 7-річному віці, але згодом це його навчання було перервано, щоб він міг навчатися в Гвінеї. 
Зрештою він переїхав до Парижа, де вивчав історію, соціологію та політологію, а потім працював у ряді міжнародних організацій, таких як ЮНІСЕФ і ЮНЕСКО.
Повернувшись до Малі, М. М. Діабате влаштувався на адміністративну посаду в столиці Бамако. Його ранні твори «Джанджон та інші народні пісні Малі» (Janjon et autres chants populaires du Mali, 1970), «Кала Джата» (Kala Jata, 1970) і «Орел і яструб або порух Сунд'яти» (L'aigle et l'épervier ou la geste du Soundjata, 1975) по суті були франкомовними версіями епосу та народних казок малінке. 
У 1971 році «Джанджон» був нагороджений «Великою літпремією Чорної Африки» (Grand prix littéraire d'Afrique Noire), що принесло Діабате його перше міжнародне визнання. Трилогія повістей «Лейтенант...», «Перукар...» і «М'ясник із Кути» (Le lieutenant, Le coiffeur і Le boucher de Kouta, 1979–1982) отримала міжнародне Гран-прі 1987 року від Фонду Леопольда Седара Сенгора.
Масса Макан Діабате помер у Бамако 27 січня 1988 року. Уряд Малі присвоїв його ім'я 2-м середнім школам: у Бамако і в його рідному регіоні Каєс.

## З творчості
Стилю письма М. М. Діабате притаманні гумор і езопова мова, теми творів соціально спрямовані, мають конфліктну основу, водночас віру в силу людського братерства.

### Погляди М. М. Діабате на роль гріотів за сучасності
Попри те, що сам Масса Макан Діабате був сам з касти гріотів, він піддавав сучасних йому гріотів нещадній критиці, вважаючи їх паразитуючими  жебраками, які часто спотворювали історію та зловживали своєю роллю заради прибутків: «Після здобуття Малі незалежності гріоти стали, на мою думку, тими, кого я б назвав паразитами». Стан гріотів був ключовою темою його творчості. У L'assemblée des djinns він висвітлює свої погляди на проблему устами одного зі своїх персонажів:
«Гріоти загинули ще до приходу білих, коли наші королі замість того, щоб об’єднатися проти спільної небезпеки, роздирали один одного на шматки. Сучасні гріоти — це не що інше, як артисти, які оспівують будь-кого… Вождь гріотів! . . . Але гріотів більше не існує».
Однак Діабате також вважав, що образ гріота можна виправити, і вважав професійну літературу засобом досягнення цієї мети. Хоча він, вочевидь, здобув свою початкову славу як частина класу народних співців-гріотів і якраз прагнув повернути гріотам їхню колишню славу, водночас зрадивши цій усній традиції на користь письмового слова.